# فريد زكريا
فريد رفيق زكريا (بالإنجليزية: Fareed Zakaria) (بالهندية: फरीद जकारिया) (ولد في 20 يناير 1964) هو صحفي ومؤلف أميركي. يعمل مقدماً لبرنامج فريد زكريا جي بي إس الأسبوعي على قناة سي إن إن، ويكتب في صحف واشنطن بوست ونيوزويك وهو محرر طبعتها الدولية، ومحرر بارز في مجلة التايم. نشر أول كتاب له عام 2003 وكان بعنوان «مستقبل الحرية: الديموقراطية اللاليبرالية في الوطن والخارج»، وعالم ما بعد أميركا (2008)، وفي الدفاع عن التعليم الليبرالي (2015) وغيرها.

## حياته
ولد زكريا في مومباي بالهند لوالدين مسلمين عملا وارتبطا بالسياسة طوال حياتهما، حيث كان والده رفيق زكريا من السياسيين المرتبطين بالمؤتمر الوطني الهندي، كما عملت والدتة فاطمة زكريا كمحررة في الصانداي تايمز الهندية لفترة من الفترات. التحق زكريا بمدرسة وكاتيدرائية جون كونن في مومباي، وكان دوماً من الطلاب المتميزين. حصل زكريا على ماجستير من جامعة ييل، حيث كان رئيساً للإتحاد الطلابي السياسي بالجامعة، وعضواً في حزب اليمين. التحق زكريا بجامعة هارفارد للحصول على درجة الدكتوراه في العلوم السياسية، تتلمذ وقتها على يد كل من ستانلي هوفمن وصامويل هنتجتون.

## مهنته
في بداية حياته المهنية، أدار زكريا أحد المشروعات البحثية وتدعى: السياسة الخارجية الأميريكية، بعدها عمل لفترة كمدير تحرير لمجلة الشؤون الخارجية، وذلك قبل أن ينضم لنيوزويك. درّس زكريا مناهج العلاقات الدولية والفلسفة السياسية، وذلك بجامعات هارفارد، كولومبيا وكايس ويسترن. نشرت مقالاته في العديد من الصحف الرائدة مثل: نيويورك تايمز، وال ستريت جورنال، نيويوركر ونيوريبابلك. ويكتب مقال رأي أسبوعي في الواشنطن بوست.

## مواقفه السياسية
يعرف زكريا عن نفسه بأنه «وسطي»، برغم أنه وصف من غيره بأنه ليبرالي وفق ما يعنيه ذلك في الولايات المتحدة اليوم، وصف أنه محافظ كذلك ووسطي راديكالي. كتب زكريا في فبراير 2008 أن «المحافظة نمت بقوة في السبعينيات والثمانينيات لأنها قدمت حلولاً مناسبة لمشاكل العصر، ولكن العالم الجديد يتطلب تفكيراً تجديداً».

## مؤلفاته المترجمة للعربية
- من الثروة إلى القوة: الجذور الفريدة لدور أمريكا العالمي، (ترجمة: رضا خليفة) مركز الأهرام للترجمة والنشر، 1999
- مستقبل الحرية؛ الديمقراطية الضيقة الآفاق في الداخل والخارج، الشركة العالمية للكتاب، 2003
- ملفات أمريكية ساخنة السعودية وحزب الله، (بالاشتراك مع: مايكل دوران ودانييل بومان)، (ترجمة: يوسف الجهماني) دار حوران للطباعة والنشر، 2005
- مستقبل الحرية: الديمقراطية غير الليبرالية في الوطن والخارج، (ترجمة: رضا خليفة) مركز الأهرام للترجمة والنشر، 2006
- عالم ما بعد أميركا، الدار العربية للعلوم ناشرون (بالإشتراك مع: مؤسسة محمد بن راشد آل مكتوم)، 2009
- عشرة دروس لعالم ما بعد الوباء، (ترجمة: إسماعيل كاظم) الدار العربية للعلوم ناشرون، 2020

## اقرأ أيضًا
- عالم ما بعد أميركا

## مرجع
1. ↑  "HERB BAUM honored" (بالإنجليزية). Treasure Coast Newspapers. 22 Jun 2017. Retrieved 2021-10-06.
2. ↑   https://www.harvard.edu/on-campus/commencement/honorary-degrees. اطلع عليه بتاريخ 2019-05-09. {{استشهاد ويب}}: |url= بحاجة لعنوان (مساعدة) والوسيط |title= غير موجود أو فارغ (من ويكي بيانات) (مساعدة)
3. ↑   https://apsanet.org/mcwilliamsrecipient. {{استشهاد ويب}}: |url= بحاجة لعنوان (مساعدة) والوسيط |title= غير موجود أو فارغ (من ويكي بيانات) (مساعدة)
4. ↑   https://commencement.miami.edu/about-us/archives/honorary-degree-recipients/index.html. {{استشهاد ويب}}: |url= بحاجة لعنوان (مساعدة) والوسيط |title= غير موجود أو فارغ (من ويكي بيانات) (مساعدة)
5. ↑   https://www.carnegie.org/awards/great-immigrants/2007-great-immigrants/. {{استشهاد ويب}}: |url= بحاجة لعنوان (مساعدة) والوسيط |title= غير موجود أو فارغ (من ويكي بيانات) (مساعدة)
6. ↑  Press, Joy (9 August 2005). "The Interpreter". ذا فيليج فويس. مؤرشف من الأصل في 24 فبراير 2015. اطلع عليه بتاريخ أغسطس 2020. {{استشهاد ويب}}: تحقق من التاريخ في: |تاريخ الوصول= (مساعدة)
7. ↑  In Depth: The 25 Most Influential Liberals In The U.S. Media. فوربس (مجلة). Published 22 January 2009. "نسخة مؤرشفة". مؤرشف من الأصل في 2018-01-30. اطلع عليه بتاريخ 2018-04-10.{{استشهاد ويب}}:  صيانة الاستشهاد: BOT: original URL status unknown (link)
8. ↑  Olson, Robert (January–February 2005). "The Rise of 'Radical Middle' Politics". The Futurist, vol. 39, no. 1, pp. 45–47. Publication of the جمعية مستقبل العالم  [لغات أخرى]‏. Retrieved 26 February 2013. نسخة محفوظة 15 سبتمبر 2015 على موقع واي باك مشين.
9. ↑  Fareed Zakaria (2008). "The End of Conservatism". Newsweek. مؤرشف من الأصل في 25 يونيو 2009. اطلع عليه بتاريخ December 10 2015. {{استشهاد ويب}}: تحقق من التاريخ في: |تاريخ الوصول= (مساعدة)

## وصلات خارجية
- فريد زكريا على موقع IMDb (الإنجليزية)
- فريد زكريا على موقع ميوزك برينز (الإنجليزية)
- فريد زكريا على موقع إن إن دي بي (الإنجليزية)
- فريد زكريا على موقع قاعدة بيانات الفيلم (الإنجليزية)

- الموقع الرسمي
- مقالات فريد زكريا في الواشنطن بوست
- مقالات فريد زكريا في نيوزويك
- حوار مع زكريا بلوس أنجلوس تايمز